# Musikladen
Musikladen (en alemán: Tienda de música) fue un programa musical de la televisión alemana que se transmitió sin un horario regular entre el 13 de diciembre de 1972 y el 29 de noviembre de 1984. Producido por la emisora Radio Bremen y dirigido por Michael Leckebusch, sustituyó al anterior programa Beat-Club. Se emitieron en total 90 episodios, siendo especialmente destacados los comprendidos entre 1974 y 1979. A su salida del aire lo sustituyó el programa Extratour, el cual solo duró cinco años.
Una emisión normal de Musikladen tenía como invitados a diversos artistas de la música pop, que interpretaban sus más sonados éxitos completamente en vivo y sin límite de tiempo. De esta manera, el programa tenía una duración que iba de los 30 a los 45 minutos (fueron realmente pocas las emisiones cortas). Ya en los 80s, las interpretaciones en vivo se alternaban con videoclips.
Desde sus inicios, Uschi Nerke moderó el show en compañía de Manfred Sexauer. Después de que ella se fuera en septiembre de 1978, su hijo Wilhelm Thiemann quedó a cargo hasta el episodio final.
Actualmente se han recopilado en DVD las mejores presentaciones de la serie frecuencia, algunos fines de semana se pueden ver sobre todo después de medianoche, en varias cadenas de televisión alemanas, como NDR, BR.

## Lista de cantantes que pasaron por Musikladen
- Boney M
- Nena
- Chris Barber
- Chuck Berry
- David Bowie
- Jeanette
- Lynsey de Paul
- Johnny Cash
- Slade
- Lonnie Donegan
- Peter Skellern
- The Dubliners
- Chi Coltrane
- T. Rex
- Thin Lizzy
- Acker Bilk
- Timmy Thomas
- Anne Murray
- Chris Montez
- Johnny Rivers
- The New Seekers
- Turk Murphy
- Sha-Na-Na
- Roy Buchanan
- Neil Sedaka
- Donna Fargo
- Blood, Sweat & Tears
- Roxy Music
- Albert Hammond
- Bill Withers
- The Rolling Stones
- Marsha Hunt
- Monty Sunshine
- Suzi Quatro
- Billy Preston
- Joe South
- The Temperance Seven
- Ike & Tina Turner
- The Osmonds
- The New York Dolls
- Donovan
- Marie Osmond
- Country Joe McDonald
- The Doobie Brothers
- Donny Osmond
- Brian Ferry
- Stevie Wonder
- Sweet
- Ulrich Roski
- Lulu
- Vinegar Joe
- Dr. Hook & The Medicine Show
- Alexis Korner
- War
- Dave Brubeck
- Kiki Dee
- Teddy Wilson
- Stealers Wheel
- Terry Jacks
- Manfred Mann's Earth Band
- Mungo Jerry
- David Cassidy
- Kenny Ball
- Lesley Duncan
- Lionel Hampton
- Hudson Ford
- America
- Randy Newman
- Van Morrison
- Bachman-Turner Overdrive
- Johnny Winter
- Freddie King
- Leo Sayer
- Little Feat
- George Baker
- Ohio Players
- Stephanie de Sykes
- Sparks
- Duane Eddy
- Bay City Rollers
- The Rubettes
- Paper Lace
- ABBA
- Roger Glover
- The Seekers
- Showaddywaddy
- Smokie
- Gloria Gaynor
- The Drifters
- Fox
- Billie Jo Spears
- Mud
- Brotherhood of Man
- Natalie Cole
- Nat Gonella
- Teach-In
- Esther Phillips
- Pussycat
- Steeleye Span
- Middle of the Road
- Martha Reeves
- Sailor
- Billy Ocean
- Roberta Kelly
- Nazareth
- Amanda Lear
- Barbara Dickson
- Billy Swan
- Rod Stewart
- Hank Mizell
- Freddy Fender
- Lord David Dundas
- Sutherland Brothers
- Edwin Starr
- Dave Edmunds
- Johnny Wakelin
- The Real Thing
- Jack Jersey
- Steve Harley & Cockney Rebel
- Roger Whittaker
- Labelle
- Twiggy
- BZN
- Sherbet
- Paul Nicholas
- Heart
- Patricia Paay
- Bonnie Tyler
- Thelma Houston
- The Ritchie Family
- Emmylou Harris
- Hall & Oates
- Heatwave
- Marilyn McCoo & Billy Davis Jr.
- Roberta Kelly
- Dolly Parton
- Baccara
- Tony Joe White
- Don Gibson
- Yvonne Elliman
- The Jacksons
- Luv'
- Laurent Voulzy
- Tina Charles
- Luan Peters
- Peter McCann
- Graham Bonnet
- Elkie Brooks
- Cherry Vanilla
- Carl Douglas
- The Runaways
- Tom Robinson Band
- Maxine Nightingale
- Blondie
- Sheila & B. Devotion
- Darts
- Judy Cheeks
- Grace Jones
- Marie Laforêt
- Meat Loaf
- Michael Zager Band
- The Ramones
- Clout
- The Platters
- The Village People
- Al Stewart
- Alicia Bridges
- Dan Hartman
- Chilly
- The Pointer Sisters
- Chic
- Rachel Sweet
- Loredana Bertè
- Hot Gossip
- Gerard Kenny
- Joe Tex
- M
- Gibson Brothers
- First Choice
- Ironhorse
- Dolly Dots
- Patrick Hernández
- Linda Clifford
- Sister Sledge
- Debbie Jacobs
- The Motels
- Sylvie Vartan
- Wilson Pickett
- Lene Lovich
- Bette Midler
- Dschinghis Khan
- Charlie Daniels Band
- Robert Palmer
- Tim Curry
- Racey
- Bad Manners
- Citizen Band
- Madness
- The Sugarhill Gang
- The Specials
- Marianne Faithfull
- Matchbox
- Charlie Dore
- Joe Bataan
- The Police
- The Bellamy Brothers
- The Knack
- Marti Webb
- Godley & Creme
- Garland Jeffreys
- The Vapors
- Maywood
- Desmond Dekker
- Barbara Dickson
- Skyy
- Captain & Tennille
- Dalida
- Eruption
- Jona Lewie
- Jimmy Ruffin
- The Pretenders
- Lipps Inc
- Amii Stewart
- Johnny Bristol
- Hoyt Axton
- Carlene Carter
- Dave Edmunds
- Judge Dread
- Cliff Richard
- Brothers Johnson
- Dr. Feelgood
- Hazel O'Connor
- Shakin' Stevens
- Kelly Marie
- Kool & the Gang
- The Boomtown Rats
- Dave Dudley
- Barclay James Harvest
- Telly Savalas
- Bad Manners
- The Gap Band
- Arabesque
- The Shadows
- Motörhead
- Queen
- LaToya Jackson
- Lio
- Tenpole Tudor
- Andy Gibb
- Kim Wilde
- Joe Dolce
- James Brown
- Fischer-Z
- The Tubes
- Commander Cody and His Lost Planet Airmen
- Dire Straits
- Pat Boone
- Electric Light Orchestra
- Kirsty MacColl
- Freddy Cannon
- Al Bano and Romina Power
- Olivia Newton-John
- Larry Gatlin
- Ray Charles
- Freddy Quinn
- Bobby Bare
- Little River Band
- Lacy J. Dalton
- Trini López
- Altered Images
- The Tremeloes
- Alvin Stardust
- The Four Tops
- Toyah
- Kelly Groucutt
- Inner Circle
- Nona Hendryx
- Joan Jett & the Blackhearts
- Melanie
- Bill Wyman
- Don Williams
- A Flock of Seagulls
- Aneka
- Bananarama
- Fun Boy Three
- Tommy Overstreet
- Culture Club
- Anni-Frid Lyngstad
- John Denver
- Wham!
- Melba Moore
- Haysi Fantayzee
- Janet Jackson
- Earth, Wind & Fire
- Bucks Fizz
- Joe Cocker
- Jennifer Warnes
- Missing Persons
- Frankie Smith
- La Compagnie Creole
- Claudja Barry
- Laura Branigan
- Tracy Ullman
- Phil Collins
- Del Shannon
- Nick Lowe
- Agnetha Fältskog
- Orchestral Manoeuvres in the Dark
- Robin Gibb
- The Bee Gees
- Rita Coolidge
- Barry Manilow
- Christopher Cross
- Jennifer Rush
- Eartha Kitt
- Waylon Jennings
- Donna Summer
- Musical Youth
- Howard Jones
- Trans-X
- Frankie Goes to Hollywood
- Randy Crawford
- Limahl
- Rock Steady Crew
- Charlene Tilton
- Twisted Sister
- Talk Talk
- Deniece Williams
- Thompson Twins
- Döf
- Shannon
- Tomas Ledin
- Spandau Ballet
- Sheila E.
- Evelyn Thomas
- Depeche Mode
- Ultravox
- Rick Springfield
- Savage Progress
- Duran Duran

## Episodios de Musikladen
Musikladen 01
13.12.1972
- Chris Barber's Jazzband - Ice cream
- Chris Barber's Jazzband - New York Town Blues
- Chuck Berry - School days
- Lynsey de Paul - Sugar me
- Lynsey de Paul - Doctor, doctor
- Johnny Cash - San Quentin
- Insterburg + Co. -
- Everly Brothers - Dream, dream, dream (Oldie)
- Slade - Gudbuy to Jane
- Medicine Head -

Musikladen 02
10.01.1973
- Old Merrytale Jazzband - Beer Street Blues
- Old Merrytale Jazzband - It's tight like that
- Klaus Doldinger: Passport II - Mandragora
- King Earl Boogie Band - Stealin', stealin'
- Insterburg + Co. -
- Lonnie Donegan - Does your chewing gum loose his flavour?
- Peter Skellern - You're a lady
- Sonny + Cher - I got you babe (Oldie)

Musikladen 03
21.02.1973
- Dubliners - Kelly the boy
- Dubliners - Dublin in the green
- Schnuckenack Reinhardt Quintett - Sweet Georgia Brown
- Schnuckenack Reinhardt Quintett - The man I love
- Insterburg + Co. -
- Chi Coltrane - Thunder and lightning
- Chi Coltrane - I wanna dance
- T.Rex - 20th century boy
- Moody Blues - Nights in white satin (Oldie)

Musikladen 04
21.03.1973
- Fumble - Good golly, Miss Molly
- Thin Lizzy - Whiskey in the jar
- Mr. Acker Bilk -
- Timmy Thomas - Why can't we live together
- Insterburg & Co. - Wodka Rubel
- Anne Murray - Snowbird
- Chris Montez & Fumble - Let's dance
- Fumble - Jailhouse Rock (Oldie: live)
- Mr. Acker Bilk - South Rampart street parade

Musikladen 05
02.05.1973
- John Rivers - Memphis '72
- John Rivers - Rockin' pneumonia
- Mama Lion - Candy man
- Humpfrey Littleton - Doggin' around
- Insterburg & Co. -
- Crazy World Of Arthur Brown - Fire (Oldie)
- New Seekers - Pinball wizard

Musikladen 06
30.05.1973
- Turk Murphy + His Frisco Jazzband - 1919 rag
- Turk Murphy + His Frisco Jazzband - Snake Rag
- Sha na na - Yakety yag
- Sha na na - Sea cruise
- Sha na na - Hound dog
- Roy Buchanan - Sweet dreams
- Ofarim + Winter - Why red don't you worry
- Neil Sedaka - Standing on the inside
- Dave Dee & Co. - The legend of Xanadu (Oldie)
- Donna Fargo - Happiest girl
- Blood, Sweat and Tears - Sail away
- Roxy Music - Virginia plain -

Musikladen 07
03.10.1973
- Chris Barber's Jazzband -
- Albert Hammond - Everything I want to do
- Eksepction -
- Bill Withers - Harlem
- Insterburg & Co. - Winterlied
- Ingo Insterburg - Ich liebte ein Mädchen...
- The Rolling Stones - Silvertrain (Frisch vom Band)
- Albert Hammond - Free Electric Band
- Marsha Hunt - Keep the customers satisfied (Oldie: Beat Club)

Musikladen 08
31.10.1973
- Monty Sunshine - Sweet Sue
- Neil Sedaka - Our last song together
- Suzi Quatro - 48 crash
- Billy Preston - In outer space
- Insterburg & Co. - Raucherhusten-Blues
- Deman Tall - Just one little moment
- Truck Stop - Orange blossom special
- David Essex - Rock On
- Joe South - Games people play
- The Temperance Seven - You're driving me crazy

Musikladen 09
05.12.1973
- Max Colly -
- Ingeborg Thompson & Max Colly - Cakewalking babies from home
- Ike & Tina Turner - Nutbush city limits
- Horslips - High limits
- Osmonds - Oneway ticket to anywhere
- The New York Dolls - I'm looking for a kiss
- Donovan - Only the Blues
- Marie Osmond - Paper Roses
- Arthur Conley - Sweet soul music (Oldie: Beat Club)
- Max Colly -

Musikladen 10
23.01.1974
- Abbi Hübner - Panama Rag
- Country Joe McDonald - Going down old dusty road
- The Doobie Brothers - China grove
- Donny Osmond - When I fall in love
- Chi Coltrane - Who ever told you
- Insterburg & Co. - Jägerlied
- Bryan Ferry - A hard rain's gonna fall
- Stevie Wonder - Living for the city
- Dave Dee & Co. - Hold tight (Oldie)
- Stevie Wonder - Superstition

Musikladen 11
20.02.1974
- Leinemann - The First National Ragtime
- Leinemann - Grandma
- Judy Pulver - Sing for your supper
- Leo Sayer - The show must go on
- The Sweet - Teenage rampage
- Ulrich Roski - der kleine Mann von der Straße
- Lulu - The man who sold the world
- Alex Welsh and his Jazzband - Too-Too-Toosie goodbye
- Vinegar Joe - Proud to be a honky woman
- Scott McKenzie - San Francisco (Oldie: Beat Club Nov. 1967)
- Alex Welsh and his Jazzband -

Musikladen 12
20.03.1974
- Dutch Swing College Band -
- Dr. Hook & The Medicine Show - At the freaker's ball
- Alexis Korner -
- War - Baby brother
- Alexis Korner - Midnight special
- Dave Brubeck -
- Schubert & Black - Versöhnung never
- Kiki Dee - Amouruse
- Dutch Swing College Band & Teddy Wilson - Honeysuckle rose
- The Walker Brothers - The sun ain't gonna shine anymore (Oldie: Okt. 1966)
- Dutch Swing College Band - Riverboat suffer

Musikladen 13
14.04.1974
- Benny Waters & Trevor Richards Trio & Marie-Ange Martin - Avalon
- New York City - Quick, fast, in a hurry
- Stealers Wheel - Stars
- Terry Jacks - Seasons in the sun
- Schobert + Black - Schnadahüpferl
- Bobbie Wright + The Tennessee Mountain Boys - Everybody needs a rainbow
- Manfred Mann's Earth Band - Buddha
- Sonny & Cher - Little man (Olide)
- Karl Dall -

Musikladen 14
15.05.1974
- Mungo Jerry - All right, all right, all right
- David Cassidy - Rock me baby
- Kenny Ball and The Jazzmen - Entertainer
- Lesley Duncan - My soul
- Mungo Jerry - Long legged woman dressed in black
- Lionel Hampton - Won't you come along with me
- Schubert & Black - Ich und die kranke Umwelt
- Wilma Reading - There is something about you
- Hudson Ford - Crying Blues
- Donovan - Catch the wind (Oldie: Mrz. 1965)
- Kenny Ball and The Jazzmen - Shine

Musikladen 15
13.11.1974
- America - Mad dog
- Randy Newman - Old Kentucky home
- Kin Pin Meh - Good time gracie
- Roxy Music - All I want is you
- Ike & Tina Turner - Get it on
- Insterburg & Co. - Der Nachbar von Nebenan
- Insterburg & Co. - Völkerverbindendes Lied
- Insterburg & Co. - Das wird ein Hit
- Van Morrison - Bows
- The Sweet - Turn it down
- Bachmann Turner Overdrive - You ain't seen nothing yet
- Mountain Village Jazzmen - I've got the feeling I'm falling
- Dave Davies - Death of a clown (Oldie: Jul. 1967)

Musikladen 16
18.12.1974
- Turk Murphy and His Frisco Jazzband - Fifty miles in San Francisco
- Johnny Winter - Boney Maroney
- McGuinness Flint - C'est la vie
- Freddy King - Shake your Bootie
- Schobert + Black - Die Fernsehshow
- The World's Greatest Jazzband -
- Leo Sayer - Long tall glasses
- Kiki Dee Band - I got the music in me
- Wilma Reading - You can have a party
- The Cream - Strange brew (Oldie: Beat Club Mai 1967)
- Turk Murphy and His Frisco Jazzband - When you're smiling

Musikladen 17
05.02.1975
- Jaap Dekker Boogie Set - Stumping horses
- Little feat - Oh Atlanta
- Billy Preston - Nothing from nothing
- George Baker Selection - Little Paraguayo
- John Simon's One-Man-Band - What I say
- Tommy Fortmann - Try again
- Ohio Players - Fire
- Stephanie de Sykes - Only love
- Sparks - Something for the girl with everything
- The Kinks - Mr. Pleasant (Oldie: Beat Club Mai 1967)
- Jaap Dekker Boogie Set - Soul Boogie n.º 1

Musikladen 18
30.04.1975
- Jaap Dekker Boogie Set -
- Chris Barber's Jazzband - Take the A train
- Bachmann Turner Overdrive - You ain't seen nothing yet
- Duane Eddy - Peter Gunn
- Bay City Rollers - Bye bye baby
- Insterburg + Co. - Sexy Marie
- Insterburg + Co. - Geige
- Insterburg + Co. - Durchmarsch
- Osmonds - Rock 'n' Roll medley
- Joey Dyser - Onehundred years
- Bachmann Turner Overdrive - Rollin' down the highway
- Duane Eddy - Play me like you play your guitar
- Manfred Mann - Mighty quinn (Oldie: März 1968)
- Chris Barber's Jazzband - Midnight special

Musikladen 19
11.06.1975
- Barrelhouse Jazzband - Rebecca
- Johnny Rodriguez - Hey Mal yo
- Jerry Naylor - Is this all there is to a honky tonk
- Sailor - Sailor
- Billy Preston - Struttin'
- Bachman-Turner Overdrive - Hey you
- Jimmy Walker - Behind closed doors
- Dizzy Man's Band - The Opera
- Bill Clifton & The Echo Mountain Band - Turn your radio on
- Hank the Knife and the Jets - Guitar King
- George Baker Selection - Una paloma blanca
- Raymond Froggatt - Callow la vita (Oldie: Jul. 1968)
- Barrelhouse Jazzband - Moan, you Moaners

Musikladen 20
20.08.1975
- 10cc - I'm not in love
- Spooky & Sue - You talk too much
- Zenda Jacks - Earthquake
- Bay City Rollers - Give a little love
- Johnny Cash - Tears on my pillow
- Rubettes - Foe-dee-oh-dee
- The Cats - Like a Spanish song
- Paper Lace - So what I am
- ABBA - S.O.S.
- Roger Glover - Love is all
- Creedence Clearwater Revival - Proud Mary (Oldie: März 1969)
- The Seekers - Sparrow song
- The Seekers - Let's break this chains

Musikladen 21
30.08.1975 (Live IFA 1975)
- Tumbleweeds - Reno
- Alexis Korner - One Scotch, one Burbon, one beer
- Alexis Korner - Slow down
- Alexis Korner - Diamonds in the rough
- Alexis Korner - Get off of my cloud
- Bill Clifton & The Echo Mountain Band - Sunny side of life
- Bill Clifton & The Echo Mountain Band - Come by the hills
- Bill Clifton & The Echo Mountain Band - The lonely heart Blues
- Bill Clifton & The Echo Mountain Band -
- Toumbleweeds - California cotton fields
- Toumbleweeds - Somewhere between
- Bill Clifton & Alexis Korner - Praise the lord

Musikladen 22
15.10.1975
- Typically Tropical - Barbados
- Afric Simone - Ramaya
- Alain Barrière & Noëlle Cordier - Tu t'en vas
- Showaddywaddy - Rock and Roll music
- Showaddywaddy - Three steps to heaven
- Smokie - If you think you know how to love me
- Mariska Veres - Take me high
- Freddie King - Boogie bump
- Gloria Gaynor - Do it yourself
- The Drifters - There goes my first love
- The Hollies - Jennifer Eccles (Oldie: Beat Club Apr. 1968)
- George Baker Selection - Morning sky

Musikladen 23
17.11.1975
- Fox - He's got magic
- Bay City Rollers - Money, honey
- Bonnie St. Claire & Unit Gloria - Rocco (don't go)
- Billie Jo Spears - Blanket on the ground
- The Strange Creek Singers - Bugle call Rag
- Mud - L' L' Lucy
- Brotherhood Of Man - Kiss me, kiss your baby
- Hank The Knife & The Jets - Stan the gunman -
- Natalie Cole - This will be
- Ike & Tina Turner - Delila's power
- Johnny Cash - I walk the line (Oldie: 1955 - Aufnahme 1972)
- Nat Gonella & Ted Easton's Jazzband - Oh Mona

Musikladen 24
22.12.1975
- Showaddywaddy - Heartbeat
- Black Blood - A.I.E.
- Smokie - Don't play your Rock 'n' Roll to me
- Teach-In - Goodbye love
- Ester Phillips - What a diff'rence a day makes
- Pussycat - Mississippi
- Piet Veerman - Rollin' on a river
- Etta Cameron - I'm a woman
- The Walker Brothers - No regrets
- Long Tall Ernie & The Sharers - Operator, operator get me a line
- The Seekers -
- Bee Gees - New York mining desaster 1941 (Oldie: Beat Club Mai 1967)
- The Seekers - Break this chance

Musikladen 25
06.03.1976
- Two Man Sound - Charlie Brown
- Ferrari - Sailor Boy
- ABBA - Mamma Mia
- Sailor - A Glass of Champagne
- George Baker Selection - Send me your Pillow
- George Baker Selection - Open up your Heart
- Shaun Cassidy - Morning Girl
- Jackie Carter - Treat me like a Woman
- Steeleye Span - All around my Hat
- Surprise Sisters - La Booga Rooga
- The Walkers - I wasn‘t born in Tennessee
- Kristine - Devil Woman
- Middle Of The Road - Everybody loves a Winner
- Gerard Lenorman - La Ballade des Gens heureux
- Martha Reeves - Higher and higher
- Sailor - Girls girls girls
- ABBA - Fernando
- Small Faces - Itchycoo Park (Oldie)
- Ferrari - Woogie Boogie

Musikladen 26
29.05.1976
- Billy Ocean - Love really hurts without you
- Roberta Kelly - Love power
- Nazareth - Love hurts
- Die Goldene 11 - Ein Kuß nach Ladenschluß
- Amanda Lear - La Bagarre
- Barbara Dickson - People get ready
- Pussycat - Georgie
- Billy Swan - Just want to taste you wine
- Anita Meyer - The alternative way
- Dr. Jaeger - Passkontrolle
- Andrea True Connection - More, more, more
- Rod Stewart - Tonight's the night
- The Jimi Hendrix Experience - Hey Joe (Oldie)
- Rudolf Rock & Die Schocker - Sexy hexy
- Rudolf Rock & Die Schocker - Steiler Zahn
- Rudolf Rock & Die Schocker - Wir machen 'ne Party

Musikladen 27
21.08.1976 (Lo mejor de ABBA)
- ABBA - Waterloo
- ABBA - Honey honey
- ABBA - Tropical loveland
- ABBA - S.O.S.
- ABBA - Chiquitita (1979)
- ABBA - Rock me
- ABBA - Dancing queen
- ABBA - Mamma mia
- ABBA - I've been waiting for you
- ABBA - Take a chance on me (Am laufenden Band 1978)
- ABBA - Fernando
- ABBA - So long

Musikladen 28
18.09.1976
- ABBA - Dancing queen
- Black Blood - Kirie Kirio
- Hank Mizell - Jungle Rock
- Madâme - Do it now
- Freddy Fender - Wasted days and wasted nights
- David Dundas - Jeans on
- Suzi Quatro - Tear me apart
- Sutherland Brothers & Quiver - Arms of Mary
- Edwin Starr - Accident
- Gilly Mason - Everyday I have to cry
- Bill Amesbury - Sugar pie
- Showaddywaddy - Trocadero
- Dana - Fairytale
- Boney M. - Daddy cool
- Dave Edmunds - Here comes the weekend
- Sailor - Cool breeze
- The Equals - I won't be there (Oldie)
- Sailor - Stiletto heels

Musikladen 29
16.10.1976
- Johnny Wakelin - In Zaire
- Spooky & Sue - You've got what it takes
- Billy Ocean - L.O.D.
- The Real Thing - Can't get by without you
- Steve Harley - Here comes the sun
- Tina Charles - Dance little lady dance
- Pussycat - Smile
- Air Bubble - Racing Car
- Twiggy - Appalachian Boy
- Long Tall Ernie & The Shakers - Allright
- Roger Whittaker - Indian lady
- Leo Sayer - You make me feel like dancing
- La Belle - Lady marmalade / Get you somebody new
- Steppenwolf - Born to be wild (Oldie: Beat Club 1969)
- The Beatles - Paperback writer (Video)
- Twiggy - Here I go again
- Ferrari - Monza

Musikladen 30
11.12.1976
- Ebony - Don't Boogie Mr. Tango
- BZN - Mon amour
- Etta Cameron - Wild widow
- Sherbet - Howzat
- Frederic Francois - Fanny, Fanny (Chicago)
- Joe Dunnet & The New Renegades - Cadillac
- Teach In - Upside down
- Paul Nicholas - Dancing with the captain
- Heart - Magic man
- Yancey - Making music for money
- Sutherland Brothers & Quiver - Secrets
- Boney M. - Sunny
- Cat Stevens - Lady D'arbanville (Oldie: Beat Club 1970)
- The Who - Substitute (Video)
- The Sweet - Lost angels

Musikladen 31
12.02.1977
- Levelets - He, comment ça va
- Patricia Paay - Who's that lady
- Champagne - Rock 'n Roll star
- Heathermae - Keep on dancin'
- Bonnie Tyler - Lost in France
- Manhattans - Kiss and say goodbye / kind-a miss you
- Jeanette ¿Por qué te vas? -
- Kursaal Flyers - Little does she know
- Puhdys - Wenn ein Mensch lebt (LP-Tip)
- Puhdys - Reise zum Mittelpunkt der Erde
- Amanda Lear - Blood and honey
- David Dundas - Another funny honeymoon
- Thelma Houston - Don't leave me this way
- Robin Gibb - Saved by the bell (Oldie: Beat Club 1969)
- Ritchie Family - Life is music
- Ritchie Family - Best disco in town

Musikladen 32
26.03.1977
- Dream Express - In a million 1, 2, 3
- Pastell - Sentimental song
- Emmylou Harris - C'est la vie
- Crystal Palace - Take it all
- Billy Ocean - Red light
- Margaret Cowie - Cathedrals
- Hall & Oates - Rich girl (LP-Tip)
- BZN - Don't say goodbye
- 5000 Volts - Light the flame of love
- Monika Hauff & Klaus-Dieter Hankler - Als ich Dich heute wiedersah
- Heatwave - Boogie nights
- Art Sullivan & Kiki - Et si tu pars
- Chris Spedding - Pogo dancing
- Marilin McCoo & Billy Davis Jr. - You don't have to be a star
- The Hollies - Sorry Suzanne (Oldie: Beat Club Marz. 1969)
- Rudolf Rock & Die Schocker - Yakety yak
- Rudolf Rock & Die Schocker - Mein Hobby heißt Bobby

Musikladen 33
21.05.1977
- Dead End Kids - Have I the right
- Al Sharp - I'm never gonna leave you
- Roberta Kelly - Zodiacs
- Dolly Parton - Jolene
- Baccara - Yes sir, I can Boogie
- Twiggy - Rings
- Pussycat - My broken souvenirs
- The Cats - Save the last dance for me
- Tony Joe White - Swamp Boogie
- Don Gibson - It's all over
- The Four Seasons - Down the hall
- Boney M. - Ma Baker
- Yvonne Elliman - Love me
- The Four Seasons - Rag doll
- The Jacksons - Enjoy yourself
- George Baker Selection - Beautiful rose

Musikladen 34
13.08.1977
- Mr. Walkie Talkie - Be my Boogie Woogie baby
- Luv' - My man
- Etta Cameron - You gotta move
- Laurent Voulzy - Rockcollection
- Showaddywaddy - You've got what it takes
- Jennifer - Do it for me
- Bonnie Tyler - Heaven
- Paul Nicholas - Heaven's on the seventh floor
- Dana - Put some words together
- Pretty Maid Company - Nina, pretty ballerina
- Amanda Lear - Queen of Chinatown
- Heart - Barracuda (LP-Tip: aus «Little queen»)
- Baccara - Sorry, I'm a lady
- Tina Charles - Falling in love with summertime
- Don Gibson - Oh, lonesome me
- Veronica Unlimited - What kind of dance is this?

Musikladen 35
08.10.1977
- La Belle Epoque - Black is black
- Teach-In - See the sun
- Luan Peters - Love countdown
- Dr. Hook - Walk right in
- Peter McCann - Do you wanna make love
- Lesley Hamilton - Lover man
- Leroy Gómez - Don't let me be misunderstood
- Jeanette - Porque voy cambiar
- Freddy Lancee - Rock 'n' Roll heart
- Graham Bonnet - It's all over now, Baby Blue
- Sheila - Love me baby
- Elkie Brooks - Pearl's a singer (LP-Tip)
- Smokie - Needles and pins
- Boney M. - Belfast
- Amen Corner - Bend me, shape me (Oldie)
- Long Tall Ernie & The Shakers - Do you remember

Musikladen 36
03.12.1977
- The Lovemachine - Funky tambourine
- Cherry Vanilla - The Punk
- Al Sharp - One third love, two thirds pain
- Showaddywaddy - Dancing party
- Hearthermae - You don't need me
- Dead End Kids - Glad all over
- Carl Douglas - Run back
- The Runaways - Schooldays
- Eruption - I can't stand the rain
- Noosha Fox - Georgina Bailey
- Roxy Music - Virginia plain (LP-Tip: aus «Greatest hits»)
- La Bande a Basile - Les Chansons Françaises
- Pussycat - If you ever come to Amsterdam
- The Beach Boys - Surfin' U.S.A. (Oldie)
- Cafe Creme - Unlimited Citations - The Beatles Disco Medley

Musikladen 37
19.01.1978
- Tom Robinson Band - 2-4-6-8 motorway
- Bonnie Tyler - It's a heartache
- Patrick Gammon - Satisfaction
- Patricia Paay - Livin' without you
- Panama - Nights in white satin
- Maxine Nightingale - Will you be my lover
- Jack Jersey - She was dynamite
- Art Sullivan & Kiki - L'amour à la Française
- Blondie - X offender (LP-Tip)
- Sheila & B. Devotion - Singing in the rain
- Baccara - Darling
- Johnny Cash - Jackson (Oldie: Sep. 1972)
- Tina Turner - Acid queen

Musikladen 38
23.03.1978
- Darts - Come back my love
- Judy Cheeks - Mellow login'
- The Pirates - Gibson Martin Fender
- Vivian Arden - Faisons l'amour
- Plastic Bertrand - Ça plane pour moi
- Grace Jones - La vie en rose
- Suzi Quatro - If you can't give me love
- Amanda Lear - Follow me
- Blondie - Denis
- Boney M. - By the rivers of Babylon
- Pat Hall - La la jump
- The Bee Gees - I've gotta get a message to you (Oldie: Beat Club Nov. 1968)
- Raffaela Carrà - Tanti auguri

Musikladen 39
01.06.1978
- Valentino - Evening in Calais
- American Eagles - Kokka (Amor, amor)
- Vanessa Di Selva - Money love
- Timothy Touchton - I love you more than my wife
- La Bionda - One for you, one for me
- Lesley Hamilton - No Hollywood movie
- Marie Laforêt - Harmonie
- Gilla - Bend me, shape me
- Meat Loaf - You took the words right out of my mouth (LP-Tip: aus «Bat out of hell»)
- Baccara - Parlez-vous Français (Version française)
- Sailor - All I need is a girl
- Michael Zager Band - Let's all chant
- Nadine Expert - I wanna be a Rolling Stone
- Pretty Maid Company - In the mood
- Amen Corner - (If Paradise) Half As Nice (Oldie: Beat Club 1969)
- Pussycat - The same old song
- Showaddywaddy - I wonder why

Musikladen 40
13.06.1978 (Revista 1977/78)
- Eruption - I can't stand the rain
- Leroy Gómez - Don't let me be misunderstood
- Grace Jones - La vie en rose
- Elkie Brooks - Pearl's a singer
- Smokie - Needles and pins
- Bonnie Tyler - Heaven - It's a heartache
- Suzi Quatro - If you can't give me love
- La Bionda - One for you, one for me
- Sheila & B. Devotion - Love me baby - Singing in the rain
- Plastic Bertrand - Ça plane pour moi
- Amanda Lear - Queen of Chinatown
- Meat Loaf - You took the words right out of my mouth
- Boney M. - Belfast - Rivers of Babylon
- Tina Turner - Acid queen

Musikladen 41
21.09.1978
- Antonia - La Bamba
- Ritchie Family - American generation
- Eruption - Leave a light
- Marc Seaberg - Looking for freedom
- Clout - Substitute
- Plastic Bertrand - Bambino
- Luv' - You're the greatest lover
- Ramones - Sheena is a Punkrocker (LP-Tip: aus «Rocket to Russia»)
- The Surfers - Windsurfing
- Blondie - (I'm touched by your) Presence, dear
- Sheila & B. Devotion - You light me fire
- Bachman Turner Overdrive - You ain't seen nothing yet (Oldie: Musikladen Nov. 1974)
- Boney M. - Rasputin

Musikladen 42
16.11.1978
- Ramona Wulf - Parlez-moi d'amour
- Rhonda - He's the one
- Girlie - Andy
- The Platters - Only you '78
- Bonnie Tyler - My guns are loaded
- Baccara - The devil sent you to Lorado
- Renee - Sweet nothings
- Tom Cunningham - Don't you cry
- Amanda Lear - The Sphinx
- Mistral - Neon city
- Snoopy - No time for a Tango
- Karen Cheryl - Sing to me mama
- Sonny & Cher - Then he kissed me (Oldie: Beat Club Sep. 1966)
- Village People - Y.M.C.A.

Musikladen 43
14.12.1978
- Zebra Crossing - We're going places
- Alicia Bridges - I love the night life
- La Bionda - Baby make love
- Dan Hartman - Instant reply
- Super - Gigolo
- Clout - You've got all of me
- Emly Star - No no sheriff
- Jimmy «Bo» Home - Let me (be your lover)
- Patricia Paay - Malibu
- Luv' - Trojan horse
- Chilly - For your love
- Romy Haag - Super paradise
- Lindsey de Paul - Sugar me (Oldie: Musikladen Aug. 1972)
- Teach In - Dear John

Musikladen 44
25.01.1979
- Dollar - Shooting star
- Rocky Sharpe & The Replays - Rama lama ding dong
- Lesley Hamilton - You gotta move
- Steve Collins - Life is a game
- Pointer Sisters - Angry eyes
- Chíc - Le freak
- Rachel Sweet - B-A-B-Y
- Loredana Bertè - Dedicato
- Darts - Get it
- Sarah Brightman & Hot Gossip - I lost my heart to a starship trooper
- D. D. Sound - 1-2-3-4 gimme some more
- The Jacksons - Blame it on the Boogie
- The Sweet - Teenage rampage (Oldie: Musikladen Feb. 1974)
- Hansje - Sílex pistols piew piew

Musikladen 45
22.03.1979
- Blondie - Heart of glass
- Gloria Gaynor - I will survive
- Sheila B. Devotion - Seven lonely days
- Renee - Whole lotta shakin' goin' on
- Luv' - All you need is Luv
- ABBA - Chiquitita
- The Sweet - Call me
- Clout - Save me
- Gerard Kenny - New York, New York
- Amanda Lear - Fashion pack
- Tina Turner - Viva la money
- Rolling Stones - We love you (Oldie: Aug. 1967)
- Boney M. - Holiday
- Village People - In the Navy

Musikladen 46
17.05.1979
- Saragossa Band - Rasta man
- Moulin Rouge - Holiday
- Bay City Rollers - Turn on the radio
- Belle Epoque - Jump down
- Suzi Quatro - Don't change my luck
- Dana - Something's cookin' in the kitchen
- Champagne - That's life
- Joe Tex - Loose caboose
- Baccara - Body talk
- Luv' - Casanova
- M - Pop muzik
- Romy Haag - Showtime
- Gibson Brothers - Cuba
- Walker Brothers - Land of 1000 dances (Oldie: Mai 1966)
- Teach In - The robot

Musikladen 47
12.07.1979
- Blondie - Sunday girl
- First Choice - Great expectations
- Edwin Star - H.A.P.P.Y. radio
- Ironhorse - Sweet Lui-Louise
- Tata Vega - I just keep thinking about you
- Blonde on Blonde - Whole lotta love
- Kevin Keegan - Head over heels in love
- Gaby - I'm a lover not a fighter
- Dolly Dots - (Tell it all about) Boys
- Theo Vaness - As long as it's love
- A la Carte - When the boys come home
- Tina Turner - Root, toot, undisputable Rock 'n' Roller
- New Riders of the Purple Sage - Hello Mary Lou (Oldie: Mai 1972)
- Boney M. - Gotta go home

Musikladen 48
30.08.1979 (En vivo desde IFA Berlin)
- Teenager - Birthday
- Al Hudson & The Partners - You can do it
- Moulin Rouge - Lonely days
- Patrick Hernandez & Hervé Tholance - Back to Boogie
- Nick Straker Band - Walk in the park
- Smokie - Do to me
- Ritchie Family - Where are the men
- Linda Clifford - Bridge over troubled water
- Ebony - The Locomotion
- Clout - Under fire
- Luv' - Eeny meeny miny moe
- Cheetah - Deeper than love
- Karen Cheryl - Show me you're man enough
- Terry Jacks - Seasons in the sun (Oldie: Musikladen Mrz. 1974)
- Hansje - Automobile

Musikladen 49
18.10.1979
- 2plus1 - Easy come, easy go
- Debbie Jacobs - Undercover lover
- Sister Sledge - Lost in music
- Chic - My forbidden lover
- Suzi Quatro - She's in love with you
- Chilly - Come to L.A.
- Motels - Closets & bullets
- Sylvie Vartan - I don't want the night to end
- Wilson Pickett - Groove city
- Lene Lovich - Bird song
- Bette Midler - My knight in black leather
- The Who - Pictures of Lilly (Oldie: Apr. 1967)
- Dschinghis Khan - Rocking son of Dschinghis Khan (English version)

Musikladen 50
13.12.1979
- Showaddywaddy - A night at Daddy Gees
- Ritchie Family - Put your feet to the beat
- Lew Lewis Reformer - Win or loose
- Luis Fernández - Dead end street
- Charlie Daniels Band - The devil went down to Georgia
- Bonnie Tyler - I believe in your sweet love
- Cherie & Marie Currie - Since you've been gone
- Village People - Ready for the '80s
- Lena Martell - One day at a time
- Robert Palmer - What's it take
- Luv' - Ooh, yes I do
- Sheila B. Devotion - Spacer
- Clout - Oowatanite
- Boney M. - I'm born again
- Tim Curry - I do the Rock
- Scott McKenzie - San Francisco (Oldie: Beat Club 1967)
- Racey - Such a night

Musikladen 51
17.01.1980
- Citizen Band - Spirit in the sky
- Emily Woods - Ak-shun
- Gibson Brothers - Que será mi vida
- Madness - One step beyond
- Babe - Wonderboy
- Monotones - Mono
- Sugarhill Gang - Rapper's delight
- Rachel Sweet - Baby let's play house
- Specials - A message to you Rudi
- Fiddler's Dram - Day trip to Bangor
- Marianne Faithfull - The ballad of Lucy Jordan
- Earth + Fire - Weekend
- Angie Bee - Plastic doll
- A la Carte - Doctor, doctor
- Citizen Gang - Womanly way
- Ike + Tina Turner - Nutbush city limits (Oldie: Dez. 1973)
- Matchbox - Rockabilly rebel

Musikladen 52
10.04.1980
- Ebony - Everything will turn out fine
- Renee - If you want to be a rock 'n' roller
- Charlie Dore - Pilot of the airwaves
- Boney M. - I see a boat on the river
- Clout - Portable radio
- Herman Brood and his Wild Romance - Hot shot
- Joe Bataan - Rap-o clap-o
- The Police - So lonely
- Veterans - There ain't age for Rock 'n' Roll
- Bellamy Brothers - Dancin' cowboys
- Kenny Rogers - Coward of the county (Video)
- Luv' - Ann-Maria
- New Musik - Living by numbers
- The Knack - I want ya
- Godley & Creme - An Englishman in New York
- Marti Webb - Take that look off your face
- Typically Tropical - Barbados (Oldie: Okt. 1975)
- Matchbox - Buzz buzz a diddle it

Musikladen 53
22.05.1980
- The Boys - You better move on
- Suzanne Fellini - Love on the phone
- Garland Jeffreys - Matador
- The Vapors - Turning Japanese
- Maywood - Mother how are you today?
- The Monkees - Daydream believer (Video)
- Desmond Dekker - Israelites 1980
- Barbara Dickson - January, February
- Sky - Toccata
- Captain & Tennille - Do that to me one more time
- Singing Blue Jeans - Whole lotta trouble
- Dalida - Il faut danser Reggae
- Dave Dee & Co. - Zabadak (Oldie: Beat Club Nov. 1967)
- Eruption - Go Johnny go

Musikladen 54
19.06.1980
- A la Carte - Do wah diddy diddy
- Gibson Brothers - Mariana
- The Days - Teacher, teacher
- Oscar Harris - Song for the children
- Matchbox - Midnite dynamos
- Jona Lewie - Kitchen at parties
- Jimmy Ruffin - Hold on to my love
- Paul McCartney - Coming up (Video)
- Pretenders - Brass in pocket
- Marianne Faithful - Broken English
- Roxy Music - Over you
- Lipps Inc. - Funkytown
- Johnny Cash - Sunday morning coming down (Oldie: 1972)
- Showaddywaddy - Always & ever

Musikladen 55
11.09.1980
- Arabesque - Take me, don't break me
- Odyssey - Use it up and wear it out
- Saragossa Band - Ginger red
- Precious Wilson - Cry to me
- Ami Stewart & Johnny Bristol - My guy - my girl
- Boney M. - Children of paradise
- Sugar & The Lollipops - I can dance
- David Bowie - Ashes to ashes (Video)
- Monotones - Zero to zero
- Maywood - Late at night
- Hoyt Axton - Della and the dealer
- Carlene Carter & Dave Edmunds - Baby ride easy
- Judge Dread - Big six
- Isetta Preston - Woman behind the man
- Marti Webb - Your ears should be burning now
- The Small Faces - Tin Soldier (Oldie: Beat Club Dez. 1967)
- Cliff Richard - Dreamin'
- The Piranhas - Tom Hark

Musikladen 56
09.10.1980
- The Brothers Johnson - Light up the night
- Dr. Feelgood - No mo do yakomo
- Hazel O'Connor - Eighth day
- Roxy Music - Oh yeah
- Smokie - Run to me
- Bibi Andersen - Call me lady Champagne
- The Pinups - New Wave lover
- Jona Lewie - Big shot
- Shakin' Stevens - Marie, Marie
- Babe - The kiss
- Kelly Marie - Feels like I'm in love
- ABBA - Waterloo (Oldie: 1974)
- The Beatles - Penny Lane
- Dolly Dots - Hela-di-ladi-lo

Musikladen 57
13.11.1980
- Weltons - Sweet Rock 'n' Roller
- Kool and The Gang - Celebration
- Matchbox - When you ask about love
- Ebony - Reflections
- Luv' - My number one
- Dr. Hook - Girls can get it
- Boomtown Rats - Banana republic
- Gibson Brothers - Latin America
- Rod Stewart - Passion
- Clout - The best of me
- Showaddywaddy - Why do lovers break each other's heart
- Dave Dudley - George and the Northwoods
- Billy Swan - I can help (Oldie: 1974)
- BZN - Rockin' the trolls

Musikladen 58
11.12.1980
- Silvio - I'm your son, South America
- The Block - Dance all night
- Teddy Girls - Mama
- Barclay James Harvest - Life is for living
- Maywood - Give me back my love
- Kelly Marie - Loving just for fun
- Sean Tyla - Breakfast in marin (Video)
- Bellamy Brothers - Lovers live longer
- Sommerset - Mi amor
- Hoyt Axton - A rusty old halo
- Telly Savalas - Some broken hearts never mend
- Bad Manners - Special brew
- Boney M. - Felicidad
- John Lennon - Give peace a chance (Video)

Musikladen 59
15.01.1981
- The Days - Stick in between
- The Gap Band - Burn rubber
- Chrissy - Mark my words
- Saskia & Serge - Mama he's a soldier now
- Bisquit - Roller Boogie
- Arabesque - Marigot bay
- The Shadows - Equinoxe (Part V)
- Motörhead - Ace of Spades
- Queen - Flash
- Rettore - Kobra
- Darts - Peaches
- David Dundas - Jeans on (Oldie: Musikladen Sep. 1976)
- Joe «King» Carrasco & The Crowns - Buena

Musikladen 60
12.02.1981
- Hot Shot - Fire in the night
- Coast to Coast - (Do) the Hucklebuck
- La Toya Jackson - If you feel the funk
- Robert Palmer - Looking for clues
- Rod Stewart - Oh god, I wish I was home tonight
- Doris D. & The Pins - Shine up
- Lio - Amoureux solitaires
- Visages - Fade to grey
- Tenpole Tudor - 3 bells in a row
- Emmylou Harris - Mister Sandman
- Status Quo - Lies
- Andy Gibb - Time is time
- The Yankees - Halbstark (Oldie: Beat Club 1965)
- Suzi Quatro - Glad all over

Musikladen 61
19.03.1981
- The Look - I am the beat
- Kelly Marie - Hot love
- Le Angeli - Easy loving, easy living
- Eruption - Runaway
- Billy Preston - Hope
- Sister Sledge - All American girls
- Roger Whittaker - Don't fight
- Steve Winwood - While you see a chance (Video)
- Kim Wilde - Kids in America
- Telly Savalas - Sweet surprise
- Maywood - Distant love
- The Police - De dododo de dadada
- Donovan - Atlantis (Oldie: Beat Club Mar. 1969)
- Joe Dolce - Shaddap you face

Musikladen 62
30.04.1981
- Matchbox - Babe's in the wood
- Bonnie Jack - Hey, Mary Ann
- Hazel O'Connor - Writing on the wall
- Pam Rose - The book of you and me
- The Fools - Running scared
- Linda Williams - I'm the lady
- Mike Oldfield - Wonderful land (Video)
- Motör Headgirl School - Please don't touch
- Trix - Fantasy
- James Brown - Rapp payback
- Dolly Dots - Leila
- The Who - Substitute (Oldie: 1966)
- Shakin' Stevens - This ole house

Musikladen 63
04.06.1981
- The Duanes - You can't keep hanging on
- Honey Pipers - Sunday night, Monday night
- Yvonne Wilkins - The melody plays
- Ricchi & Poveri - Sara perche ti amo
- Fisher-Z - Marliese
- The Tubes - Talk to ya later
- Kim Wilde - Chequered love
- Commander Cody - Lose it tonight
- Lady J. Dalton - Hillbilly girl with the Blues
- Hoyt Axton - Evangelina
- Loretta Goggi - Caldetta Primavera
- Boney M. - Consuela Biaz
- Baccara - Colorado
- Dire Straits - Romeo & Juliette
- Tenpole Tudor - Swords of a 1000 men
- Pat Boone - (Medley)
- Gene Pitney - Something's gotten hold of my heart (Oldie)
- Sugar & The Lollipops - Dancing dynamo

Musikladen 64
10.09.1981
- Coast to Coast - Let's jump the broomstick
- Odyssey - Going back to my roots
- Arabesque - In For A Penny
- Hot Shot - I'm on fire
- Slade - We'll bring the house down
- Doll By Doll - Main travelled roads
- Toyah - I want to be free
- Ronnie Spector - Darlin'
- Shakin' Stevens - Green door
- Rocky Sharpe & The Replays - Never be anyone else but you
- Helen Schneider & The Kick - Rock 'n' Roll gypsy
- Motörhead - Motorhead
- ELO - Hold on tight
- Kirsty MacColl - There's a guy works down the chip shop, swears he's Elvis
- Pussycat - Teenage queeny
- Maywood - Rio
- Kim Wilde - Water on glass
- Trix - C'est la vie
- Get Wet - Just so lonely
- Le Angeli - Hello, Mr. Businessman
- Heidi Brühl - You are a part of my heart
- Telly Savalas - Lovin' understandin' man
- Rod Stewart - Tonight's the night (Oldie: Mai. 1976)
- Matchbox - Love's made a fool of you
- Freddy Cannon - Way down yonder in New Orleyns

Musikladen 65
15.10.1981
- Ribbons & Dace - You're not like anyone
- Spargo - Just for you
- Dolly Dots - P.S.
- Juan Pardo - No me hables
- Al Bano & Romina Power - Sharazan
- Rachel Sweet -...And then he kissed me / Be my baby
- Adam & The Ants - Prince charming (Video)
- Sheila - Little darlin'
- Kool and the Gang - Take my heart
- Olivia Newton-John - Physical
- Cliff Richard - Wired for sound
- ABBA - S.O.S (Oldie: Musikladen August 1975)
- Bad Manners - Cancán

Musikladen 66
19.11.1981
- Liza Donesan - Do you love me
- Larry Gatlin & The Gatlin Brothers Band - She used to sing on Sunday
- Calamity Jane - Love wheel
- Freddy Quinn - Get me back to Tennessee
- Bobby Bare - Take me as I am
- Ray Charles - Your cheatin' heart
- Lacy J. Dalton - Wild turkey
- Mary Ann Hart - Tell me why
- Ronnie McDowell - Older women
- Little River Band - The night owls
- Doris D. & The Pins - The mavellous marionettes
- Diana Ross - Why do fools fall in love (Video)
- Johnny Cash - A boy named sue (Oldie)
- Trini López - Trini's tunes

Musikladen 67
17.12.1981
- Crazy Cavan & The Rythm Rockers - Put a light in the window
- Gibson Brothers - Quartier Latin
- Nicky Onidis - Can you light me fire
- John Watts Band - In a different language
- Mink De Ville - Love and emotion
- Melissa - Be my doctor in love affairs
- Altered Images - Happy birthday
- Shakin' Stevens - It's raining
- Aneka - Little lady
- Rondo Veneziano - San Marco
- Kim Wilde - Cambodia
- Zager & Evans - In the year 2525 (Oldie: Beat Club 1969)
- The Tremeloes - Tremedley

Musikladen 68
21.01.1982
- A la Carte - Viva torero
- Precious Wilson - I need you
- Keith Marshall - Let me rock you
- JoAnna Forte - Jimi's Hifi
- Jasmine - Boing-boing
- Ricchi & Poveri - M'innamoro di te
- Isetta Preston - A soldier died
- Galactic Nomads - Jupiter
- Alvin Stardust - A wonderful time up there
- The Four Tops - Don't walk away
- Heidi Brühl - No ties no tears
- Bonnie Tyler - Lost in France (Oldie: Musikladen Feb. 1977)
- Saragossa Band - Dance with the Saragossa Band on 45

Musikladen 69
11.03.1982
- Rising Sun - Atlantis town
- Kay Cee Bang - Let the good times Roll
- Anne Bertucci - I'm number one
- Al Bano & Romina Power - Felicita
- Toyah - It's a mistery
- Kelly Groucutt - Oh, little darling
- Slade - Rock And Roll preacher
- Mobiles - Drowning in Berlin (Video)
- Emmylou Harris - Rose of Cimarron
- Tight Fit - The lion sleeps tonight
- Olivia Newton-John - Make a move on me
- Babe - I'm a Rock machine
- Boney M. - Daddy cool (Oldie Musikladen Sep. 1976)
- Long Tall Ernie & The Shakers - Alright okay

Musikladen 70
15.04.1982
- Matchbox - 24 hours
- Inner Circle - Something so good
- Altered Images - See those eyes
- Frequencia Mod - Happy everything
- Nona Hendryx - Love is like an itching in my heart
- Shakin' Stevens - Shirley
- Joan Jett & The Blackhearts - I love Rock 'n' Roll
- Orchestral Manoeuvres in the Dark - Maid of Orleans (Video)
- Melanie - Foolin' yourself
- Kim Wilde - View from a bridge
- Bill Wyman - A new fashion
- Peter Skellern - You're a lady (Oldie: Musikladen 1973)
- Dolly Dots - S.T.O.P.

Musikladen 71
20.05.1982
- The Dots - Helen in your headphones
- Gammarock - Fool around
- Blanchard - Bobo Rock
- Valerie Dumas - Une glace avex deux boules
- Le Angeli - Backwards flyer
- Don Williams - Listen to the radio
- A Flock Of Seagulls - I ran
- Brian Chapman - I'd love to want me
- The Dooleys - And I wish
- Marie LaForet - Blanche nuit de satin
- Patrick Hernandez - Non stop
- Spargo - Hip hap hop
- Aneka - Ooh shooby doo doo lang
- Fay Ray - Heat wave
- The Boomtown Rats - House on fire
- Gigi Garner - Heatbraker
- ABBA - Dancing queen (Oldie: Musikladen Aug. 1976)
- Tight Fit - Fantasy island

Musikladen 72
24.06.1982
- Doris D. & The Pins - Jamaica
- K.I.D. - I wanna piece of the action
- Mary Ann Heart - But I might tonight
- Nancy Wood - Turn your love light on
- Bananarama & Fun Boy Three - Really saying something
- Adam Ant - Goody two shoes (Video)
- Joan Jett & The Blackhearts - Crimson and clover
- Sibylle Rauch - So long, good bye
- David Christie - Saddle up
- Helen Schneider With The Kicks - Hot summer nights
- Arabesque - Tall story teller
- Sábado Domingo - Manos ariba
- Hollies - Sorry Suzanne (Oldie: Beat Club 1969)
- James Lloyd - Limbo la la

Musikladen 75
30.09.1982
- Avant Garde - Seven days
- The Belle Stars - The clapping song
- Altered Images - Song sung blue
- Rosanna Fratello -...Se t'amo t'amo
- Edward Reekers - The words to say I love you
- Bow Wow Wow - I want candy
- Natasha - Iko iko
- Traks - Long train running
- Gazebo - Masterpiece
- June Lodge & Prince Mohammed - Someone loves you honey
- Kool and The Gang - Big fun
- Ricchi & Poveri - Piccolo amore
- Tommy Overstreet - Jesus saves
- Haysi Fantayzee - John Wayne is big leggy
- Joan Jett & The Blackhearts - Do you wanna touch me
- Schneider With The Kick - Piece of my heart
- F. R. David - Words
- Kim Carnes - Voyeur
- Albert Hammond - It never rains in Southern California (Oldie: 1973)
- Cliff Richard - It has to be you, it has to be me

Musikladen 76
11.11.1982
- Joge & The Kazoo Band - Kazoo Kazoo
- Spargo - So funny
- Musical Youth - Pass the Dutchie (Video)
- Romeo - Marina
- Nicky Onidis - Baby, I love you
- Rondo Veneziano - La Serenissima (Video)
- Salvo - Sogno romántico
- The Sneekers - It's all over bar the shoutin'
- Tomas Ledin & Agnetha Fältskog - Never again
- Culture Club - Do you really want to hurt me
- Frida - To turn the stone
- John Denver - Shanghai breezes
- The Sweet - Teenage rampage (Oldie)
- Shakin' Stevens - I'll be satisfied

Musikladen 77
10.02.1983
- Haysi Fantayzee - Shiny, shiny
- Wham! - Young guns (Go for it)
- Melba Moore - Love's comin' at ya
- Ricchi E Poveri - Mamma Maria
- A la Carte - Radio
- Yazoo - The other side of love (Video)
- Janet Jackson - Young love
- Earth & Fire - Twenty four hours
- David Christie - Our time has come
- Toni Basil - Mickey (Video)
- Matchbox & Kirsty MacColl - I want out
- Kool & The Gang - Ooh la la
- The Casuals - Jesamine (Oldie: 1968)
- Saragossa Band - Za za zabadak

Musikladen 78
17.03.1983
- Johnnie Allan - Promised land
- Frankie Smith - Yo yo-champ
- Al Bano & Romina Power - Che angelo sei
- Madness - Tomorrow's just another day
- Missing Persons - Destination unknown
- Renee & Renato - Just one more kiss
- Mike Batt - Love makes you crazy (Video)
- Imagination - Changes
- Bucks Fizz - If you can't stand the heat
- The Weather Girls - It's raining men (Video)
- Gloria Gaynor - Stop in the name of love
- Joe Cocker & Jennifer Warnes - Up where we belong (Live)
- Sheila & B. Devotion - Singing in the rain (Oldie: Musikladen 1978)
- Shakin' Stevens - Your ma said you cried...

Musikladen 79
21.04.1983
- La Compagnie Creole - Love is good for you
- Claudja Barry - Work me over
- Gino Palatino - Vendetta a Parigi
- Gloria Piedimonte - Ma che bella serata
- Freddie Manderia - Mr. Lonely
- Traks - Get ready
- Laura Branigan - Solitaire
- Tracey Ullman - Breakaway
- Robin Gibb - Juliet
- Sister Sledge - Let him go
- Phil Collins - I don't care anymore
- ABBA - Fernando (Oldie: Musikladen 1976)
- Rocky Sharpe & The Replays - If you wanna be happy

Musikladen 80
09.06.1983
- Luis Rodríguez - Niña
- Key West - Wanna groove
- Hot Shot - I can't stand it no more
- Hotline - Feel so strong
- Joboxers - Just got lucky
- Nona Hendryx - Keep it confidential
- Nick Lowe - Ragin' eyes
- Del Shannon - Cheap love
- Agnetha Fältskog - Wrap Your Arms Around Me
- OMD - Telegraph
- Amanda Lear - Darkness and light
- Rod Stewart - Baby Jane
- La Bionda - One for you, one for me (Oldie: Musikladen 1978)
- The Shorts - Comment ça va

Musikladen 81
21.07.1983 (Best of '82/'83)
- Ricchi E Poveri - Mamma Maria
- Al Bano & Romina Power - Felicita
- Wham! - Young guns (go for it)
- Kool & The Gang - Ooh la la
- Spargo - Hip hap hop
- Marie LaForet - Blanche nuit de satin
- NENA - Nur geträumt
- Culture Club - Do you really want to hurt me
- Haysi Fantayzee - Shiny, shiny
- A Flock Of Seagulls - I ran
- Robin Gibb - Juliet
- Phil Collins - I don't care anymore
- Joe Cocker & Jennifer Warnes - Up where we belong
- Joan Jett & The Blackhearts - I love Rock 'n' Roll
- Shakin' Stevens - I'll be satisfied
- Rod Stewart - Baby Jane
- Agnetha Fältskog - The heat is on
- The Shorts - Comment ça va

Musikladen 82
08.09.1983 (Live IFA Berlin)
- The Twins - Not the loving kind
- Joan Jett & The Blackhearts - Fake friends
- Nancy Wood - Lyin'-chatin'-woman chasin'-honky tonkin'-whiskey drinkin' you
- Boney M. - Jambo
- Rose Laurens - Mamy Yoko
- Stray Cats - Sexy & 17
- Danovak & Co. - What have you done to my heart?
- Christopher Cross - Deal 'em again
- Berdien Stenberg - Rondo Russo
- The Bee Gees - Someone belonging to someone
- Robin Gibb - Another lonely night in New York
- Roman Holliday - Motor mania
- Grace Jones - La vie en rose
- Dave Dudley - When my blue moon turns to gold again
- Rita Coolidge - All time high
- Bucks Fizz - London town
- Gloria Gaynor - America
- Rod Stewart - What am I gonna do
- Barry Manilow - You're lookin' hot tonight
- Village People - Y.M.C.A (Oldie: Musikladen 1978)
- Status Quo - Ol' Rag Blues

Musikladen 83
06.10.1983
- Alice & The Wonderboy - Don't tell me this is love
- The Belle Stars - The entertainer
- Enzo - Solo
- Jennifer Rush - Come give me your hand
- Babe - (Don't you ever) Shop around
- Eartha Kitt - Where is my man
- Waylon Jennings - Cold hearted woman
- Donna Summer - She works hard for the money
- Joe South - Games people play (Oldie: 1969)
- David Christie - Rally down to Sally's

Musikladen 84
15.12.1983
- G'Race - Manhattan
- Musical Youth - 007
- Howard Jones - New song
- Trans-X - Message on the radio
- Berdien Stenberg - Allegro
- The Broads - Sing sing sing
- Bao Bab - N.O. J.O.B.
- Scialpi - Rocking Rolling
- Rheingold - Via Satellit
- Booker Newberry III - Teddy bear
- Robin Gibb - How old are you?
- Helen Schneider With The Kick - White turning black
- Jeanette - ¿Por qué te vas? (Oldie: Musikladen 1977)
- G'Race - Manhattan

Musikladen 85
26.01.1984
- Novo - Extremix
- Randy Crawford - Nightline
- Electric Boogie Men - Breakdancing
- Peter Schneider - Hawaiian moonlight
- Phillip Goodhand-Tait - He'll have to go
- Patto - Black and white
- Mink de Ville - Each word's a beat of my heart
- Heinz Rudolf Kunze - Sicherheitsdienst (Video)
- Jack Jersey - 63784
- Kirsty MacColl - Terry
- Pat Benatar - Love is a battlefield (über Satellit aus Los Angeles)
- Frankie Goes To Hollywood - Relax
- Lynsey de Paul - Sugar me (Oldie: 1972)
- V.O.F. De Kunst - Suzanne

Musikladen 86
03.05.1984
- Race - Rockaway
- 84 Ahead - Get on up
- The Twins - Love system
- Limahl - Too much trouble
- Sensus - Sensus (Musikladen-Video)
- Bonnie Tyler - Holding out for a hero
- Flavia Fortunato - Aspettami ogni será
- Bel Ami - Du machst mich verrückt
- Jennifer Rush - 25 lovers
- Rock Steady Crew - Uprock
- Charlene Tilton - C'est la vie
- Raffaela Carrà - Tanti auguri (Oldie: 1978)
- Frankie Goes To Hollywood - Two tribes

Musikladen 87
21.06.1984
- Gemini - Magdalena
- Anna Rusticano - Strano
- D.I.A. - Passion play
- Twisted Sister - We're not gonna take it
- Moti Special - Stop! Girls go crazy
- Makromad - Tausend Tage Fete
- Talk Talk - Such a shame
- Deniece Williams - Let's hear it for the boy
- Rick Springfield - Love somebody
- Thompson Twins - The gap
- DÖF - Uh-uh-uh mir bleibt die Luft weg
- Clout - Substitute (Oldie: Musikladen 1978)
- Heather Parisi - Ciao ciao

Musikladen 88
17.07.1984
- The Tramps - Move
- Valerie Claire - I'm a model
- Shannon - Sweet somebody
- Tomas Ledin - Everybody wants to hear it
- Münchener Freiheit - Oh Baby
- Belle and the Devotions - Love games
- London Aircraaft - Rocket in my pocket
- Spandau Ballet - Only when you leave
- O.M.D. - Talking loud and clear
- Rhonda - Racing heart
- Sheila E. - The glamorous life
- The Equals - Police on my back (Oldie: 1967)
- Evelyn Thomas - High energy

Musikladen 89
20.09.1984
- Fiat Lux - Blue emotion
- Talk talk - Another work
- Depeche Mode - Master and servant
- Johan Daansen - Deadly game
- Savage Progress - Heart begin to beat
- Frida - Shine
- Robin Gibb - Secret agent
- Sensus - All of a sudden
- Jennifer Rush - Ring of fire
- Ultravox - Heart of the country
- Rick Springfield - Don't walk away
- Boney M. - Kalimba de luna
- The Beatles - Ballad of John & Yoko (Oldie: Video 1969)
- Chico Johnson - Hula hoop

Musikladen 90
29.11.1984
- Supermax - Number one in my heart
- Shakatak - Watching you
- Robert Vanguard - Angel eyes
- Gary Chandler - Dancing in heaven
- Billy Ocean - European queen
- Bananarama - Hotline to heaven
- Limahl - Tar beach
- The Twins - The game of chance
- Ricchi & Poveri - Cosa sei
- Eddy Grant - Boys in the street
- Bad Boys Blue - L.O.V.E. in my car
- Maria Vidal - Body Rock
- Ray Charles - Eleanor Rigby (Oldie)
- Duran Duran - The wild boys
- Band Aid - Do they know it's Christmas (Video)

- Datos: Q521381